# Marie Hall Ets
Marie Hall Ets, née le 16 décembre 1895 à Milwaukee (Wisconsin) et morte le 17 janvier 1984 à Inverness (Floride), est une écrivaine et illustratrice américaine, notamment de littérature jeunesse,.

## Biographie
Elle est la sœur du philosophe E.W. Hall et la petite-fille du médecin et poète John W. Carhart.  

### Études
Marie Hall Ets suit deux ans d'études à la New York School of Fine and Applied Arts, un an à la Chicago School of Civics and Philanthropy, puis à l'Art Institute de cette même ville. Elle fréquente l'université Lawrence d'Appleton dans le Wisconsin. Elle rejoint enfin l'université Columbia où elle se forme notamment à la psychologie de l'enfant.  

### Œuvre littéraire pour enfants
Son intérêt pour les très jeunes enfants influence sa création littéraire, et son travail influence notamment les auteurs-illustrateurs Michel Gay, Akiko Hayashi et Frédéric Stehr. L'album Dans la forêt, créé pendant la maladie qui fut fatale à son second mari, Harold Norris Ets, mêle réalité et imaginaire, tristesse et vie. 
En 1960, Marie Hall Ets a remporté la médaille Caldecott annuelle pour ses illustrations de Nine Days to Christmas (Neuf jours à Noël), dont elle a écrit le texte avec Aurora Labastida. Auparavant, pour la même récompense, Just Me (À ma façon), Mr. T. W. Anthony Woo , et In the Forest (Dans la forêt) ont été tous trois des livres d'honneur de la Médaille Caldecott. Les illustrations au fusain en noir et blanc de Just Me « prennent presque l'apparence de gravures sur bois » et sont de style similaire aux illustrations de In the Forest. Constantine Georgiou commente dans Les enfants et leur littérature que les « histoires d'images et les livres faciles à lire » d'Ets (avec ceux de Maurice Sendak) « sont remplis de touches humaines attachantes et pittoresques, les plaçant précisément sous le bon angle de la vie dans la petite enfance. » Jouer avec moi , dit Georgiou, est « un petit conte tendre, délicatement illustré dans des pastels fragiles qui font écho à l'humeur calme de l'histoire ».

### Travail social et écriture pour adultes
En 1918, Marie Hall Ets s'est rendue à Chicago, où elle est devenue travailleuse sociale au Chicago Commons, une maison d'habitation au nord-ouest de la ville. Elle y a rencontré Ines Cassettari, une immigrée italienne qui travaillait dans la colonie. Marie Hall Ets a transcrit l'autobiographie de Ines Cassettari, et le livre a ensuite été publié sous le titre Rosa : The Life of an Italian Immigrant.
Elle travailla également pour la Croix Rouge en Tchécoslovaquie. 

### Vie privée
Elle s'est mariée deux fois, et elle a été deux fois veuve. Elle est morte en 1984. 

## Œuvres
Elle a publié de nombreux ouvrages,,, dont :
publiés en français
- À ma façon, traduit par Catherine Chaine, traduction de : Just me, l'École des loisirs, 1980
- Dans la forêt, traduit par Catherine Chaine, traduction de : In the forest, l'École des loisirs, 1981
- Gilberto et le vent, traduit par Catherine Chaine, traduction de : Gilberto and the Wind, l'École des loisirs, 1983-1985
- Joue avec moi, traduit par Catherine Chaine, traduction de : Play with me, l'École des loisirs, 1984
- Montre-moi !  traduit de l'anglais (États-Unis) par Catherine Chaine, traduction de : Just me, l'École des loisirs, 2011

publiés en anglais
- Another day, 1959
- In the forest, Faber & Faber, 1961- 1967
- Automobiles for Mice, 1964
- Just Me,  The Viking Press, 1965
- The Story of a baby [« Histoire d'un bébé »], 1967
- Jay bird, Viking Press, 1974

## Prix et distinctions
- 1945 : Finaliste Médaille Caldecott pour In the Forest (Dans la forêt)
- 1952 : Finaliste Médaille Caldecott pour Mr. T. W. Anthony Woo
- 1956 : (international) « Honnor List »[6], de l' IBBY, pour Play with me (Joue avec moi)
- 1956 : Finaliste Médaille Caldecott pour Play with me (Joue avec moi)
- 1957 : Finaliste Médaille Caldecott pour Mr. Penny's Race Horse
- 1960 : Médaille Caldecott  pour Nine Days to Christmas (Neuf jours à Noël)
- 1966 : Finaliste Médaille Caldecott pour Just me (À ma façon)